# Jaar
Jaar és una ciutat del Iemen amb uns 60.000 habitants situada a uns 20 km de la costa sud del Iemen, capital del districte de Khanfr a la governació d'Abyan. El districte té una 116.000 habitants. Lloc d'interès són el mercat de peix que funciona amb ajut americà i l'antic palau del sultà.
Jaar fou la moderna capital dels soldans banu yafis (banu afif) del Baix Yafa. Aquesta zona estava dividida des de feia mil anys en cinc districtes tribals (vegeu Baix Yafa) quan els anglesos es van establir a Aden el 1839. Anteriorment la capital fou Kara o Qara o Al-Kara, que anteriorment fou la capital dels Banu Kasid. El soldà es va traslladar a Jaar vers el 1946, sense deixar del tot Kara.
Les relacions dels britànics amb els yafis foren precàries, i fins al 1903 no es va signar el tractat de protectorat, que es va estendre al cinc grups tribals del Baix Yafa (Kaladi, Sadi, Yazidi, Yahari i Nakhibi) i potser a algun dels de l'Alt Yafa. El sultan va quedar integrat al Protectorat d'Aden, i des del 1917 al Protectorat Occidental d'Aden. Contrariàment als seus veïns de l'Alt Yafa, el soldà fou membre fundador (11 de febrer de 1959) de la Federació d'Emirats Àrabs del Sud, convertida el 1962 en Federació d'Aràbia del Sud. El soldà va fugir del país a l'estiu del 1967 i el soldanat fou suprimit quan fou proclamada la República Popular del Iemen del Sud a finals de 1967. El país formà part de la muhafazah III (governació III) de la república, que al final de 1970 va agafar el nom de República Popular i Democràtica del Iemen. El 1990 amb la unió dels dos Iemen, Jaar va quedar separada de la resta del soldanat i integrada a l'Abyan.

## Sultans
- Qahtan al-Yafi vers 1700
- Sayf ben Qahtan al-Yafi vers 1730
- Maawda ben Sayf al-Yafi vers 1750
- Ghalib ben Maawda al-Yafi vers 1770
- Abd al-Karim ben Ghalib al-Yafi vers 1800
- Ali ben Ghalib al-Yafi vers 1800-1841
- Ahmad ben Alí al-Yafi 1841-1873
- Ali ben Ahmad al-Yafi 1873-1885
- Muhsin ben Ahmad al-Yafi 1885-1891
- Ahmad ben Alí al-Yafi 1891-1893
- Abu Bakr ben Shaif al-Yafi 1893-1899
- Abd Allah ben Muhsin al-Yafi 1899-1916
- Muhsin ben Ali al-Yafi 1916-1925
- Haidara ben Muhsin al-Yafi 1925-1958
- Mahmud ben Haydara al-Yafi 1958-1967